# 9 Elefants
9 Elefants est un jeu vidéo de puzzle développé par Infernal Brothers et édité par Microïds, sorti en 2014 sur Windows, Mac, Facebook, iOS et Android.

## Accueil
- Adventure Gamers : 2/5[1]
- Pocket Gamer : 2/5[2]